# Magomed Taschudinowitsch Gadschijew

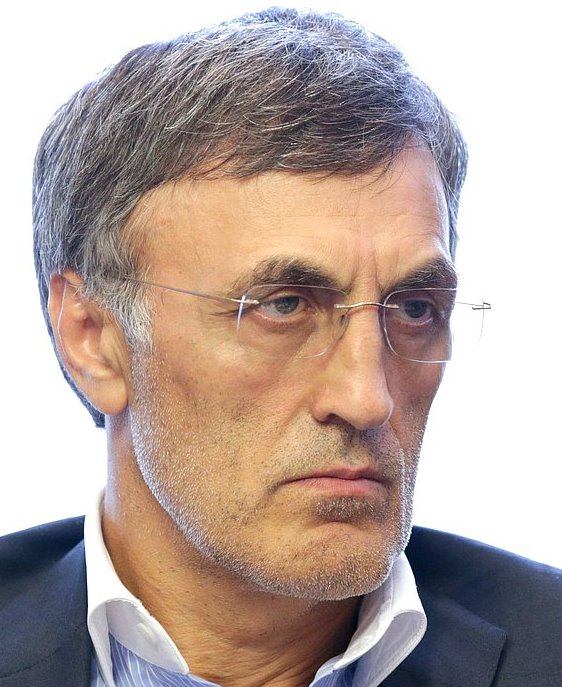
Magomed Taschudinowitsch Gadschijew

Magomed Taschudinowitsch Gadschijew (russisch Магомед Тажудинович Гаджиев; * 7. April 1965 in Machatschkala, Dagestanische Autonome Sozialistische Sowjetrepublik, RSFSR, UdSSR) ist ein russischer Politiker. Zwischen 2003 und 2021 saß er als Abgeordneter in der russischen Duma.

## Leben
Gadschijew absolvierte 1996 das Institut für Management und Wirtschaft in Machatschkala. Einen weiteren Abschluss erwarb er 1998 von der juristischen Fakultät der Staatlichen Universität Dagestan.
Von 1998 bis 2001 war er stellvertretender Leiter der Steuerinspektion der Teilrepublik Dagestan. Von 2001 bis 2003 bekleidete er den Posten des stellvertretenden Leiters des Ministeriums für Steuern Russlands im Föderationskreis Südrussland.
2003 zog Gadschijew als Abgeordneter in die Duma und wurde in den darauffolgenden 4 Dumawahlen wiedergewählt (ab 2007 als Kandidat von „Einiges Russland“).
Im Juni 2022 berichteten die russischen Medien, Gadschijew habe sich an der Entsendung humanitärer Hilfsgüter für die Bewohner der Donbass-Region sowie an der Lieferung der militärischen Ausrüstung an die russischen Soldaten in der Ukraine beteiligt. Zudem finanzierte er zu Beginn des Russischen Angriffskrieges gegen die Ukraine 2022 die aus ethnischen Dagestanern aufgestellten Einheiten.
Im Mai 2023 wurde Gadschijew vom russischen Justizministerium zum „ausländischen Agenten“ erklärt. Grund dafür seien seine heimlichen Kontakte für die ausländischen Geheimdienste und die Unterstützung für die Ukraine. Er wurde aus der Partei Einiges Russland ausgeschlossen und zur Fahndung ausgeschrieben. Noch im selben Jahr verließ Gadschijew Russland.